# Manipur-Leierhirsch
Der Manipur-Leierhirsch oder Sangai (Aussprache der Meitei: /sə.ŋai/) (Panolia eldii eldii, Synonyme: Rucervus eldii eldii, Cervus eldii eldii) ist eine stark gefährdete Unterart des Leierhirsches, die im indischen Bundesstaat Manipur endemisch ist. Er ist auch das Staatstier von Manipur. Sein ursprünglicher natürlicher Lebensraum ist das überschwemmte, sumpfige Grasland des Keibul-Lamjao-Nationalparks, der sich im südlichen Teil des Loktak-Sees, dem größten Süßwassersee im Nordosten Indiens, befindet.

## Merkmale

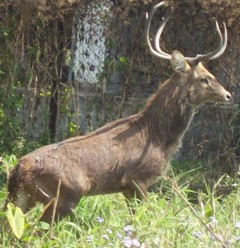
Manipur-Leierhirsch (Männchen)

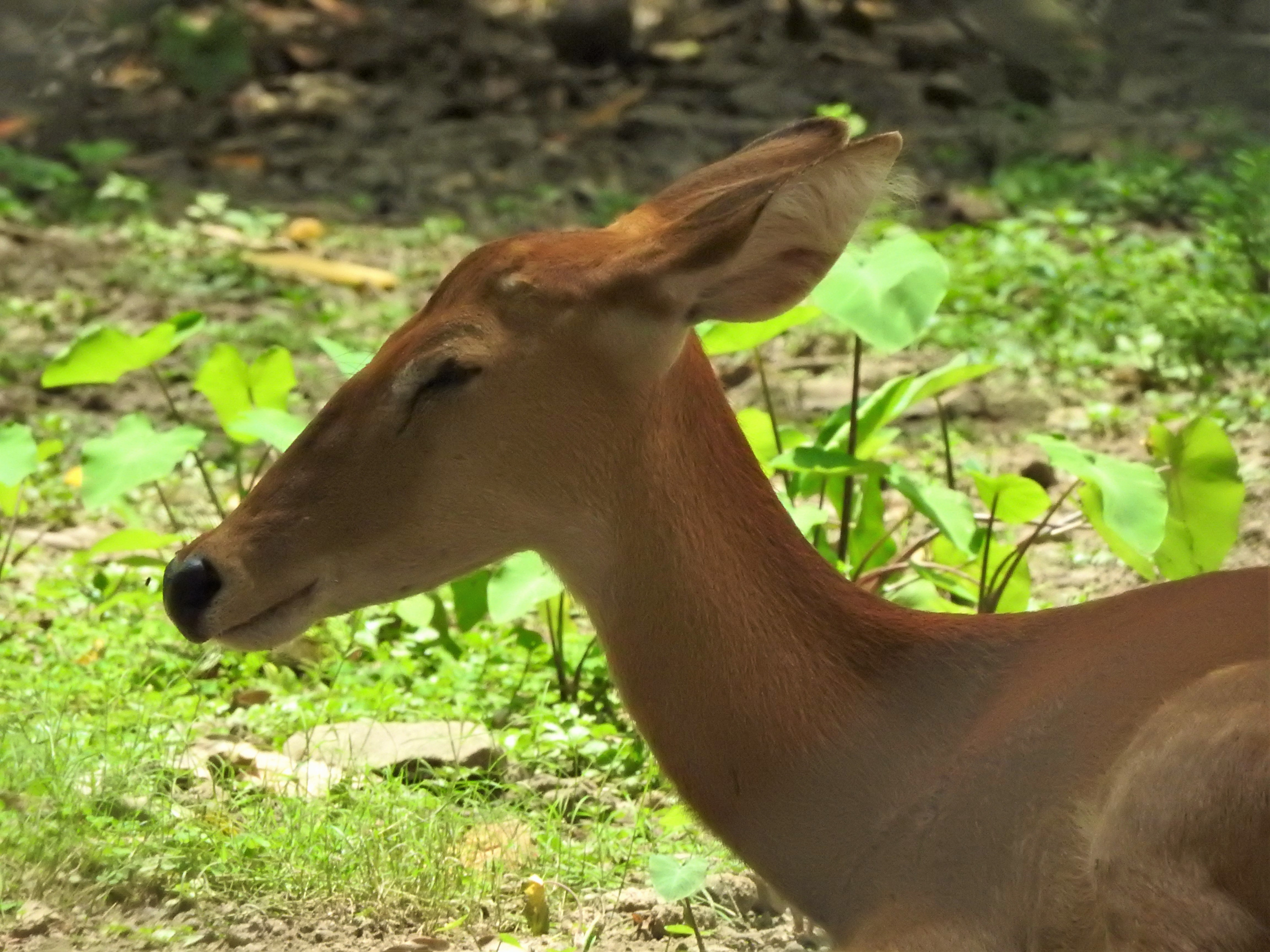
Manipur-Leierhirsch (Weibchen)

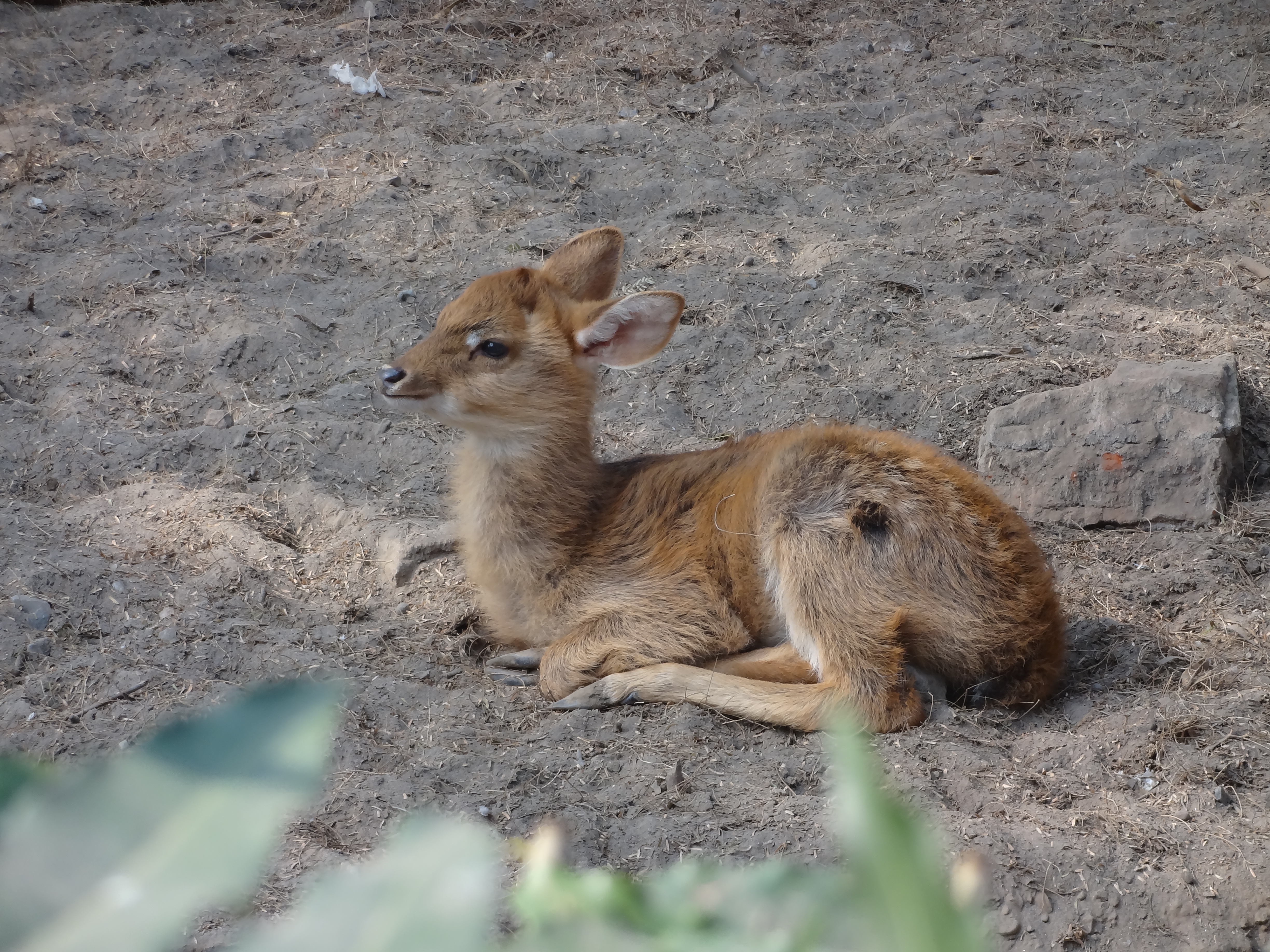
Junger Manipur-Leierhirsch im Zoo von Delhi

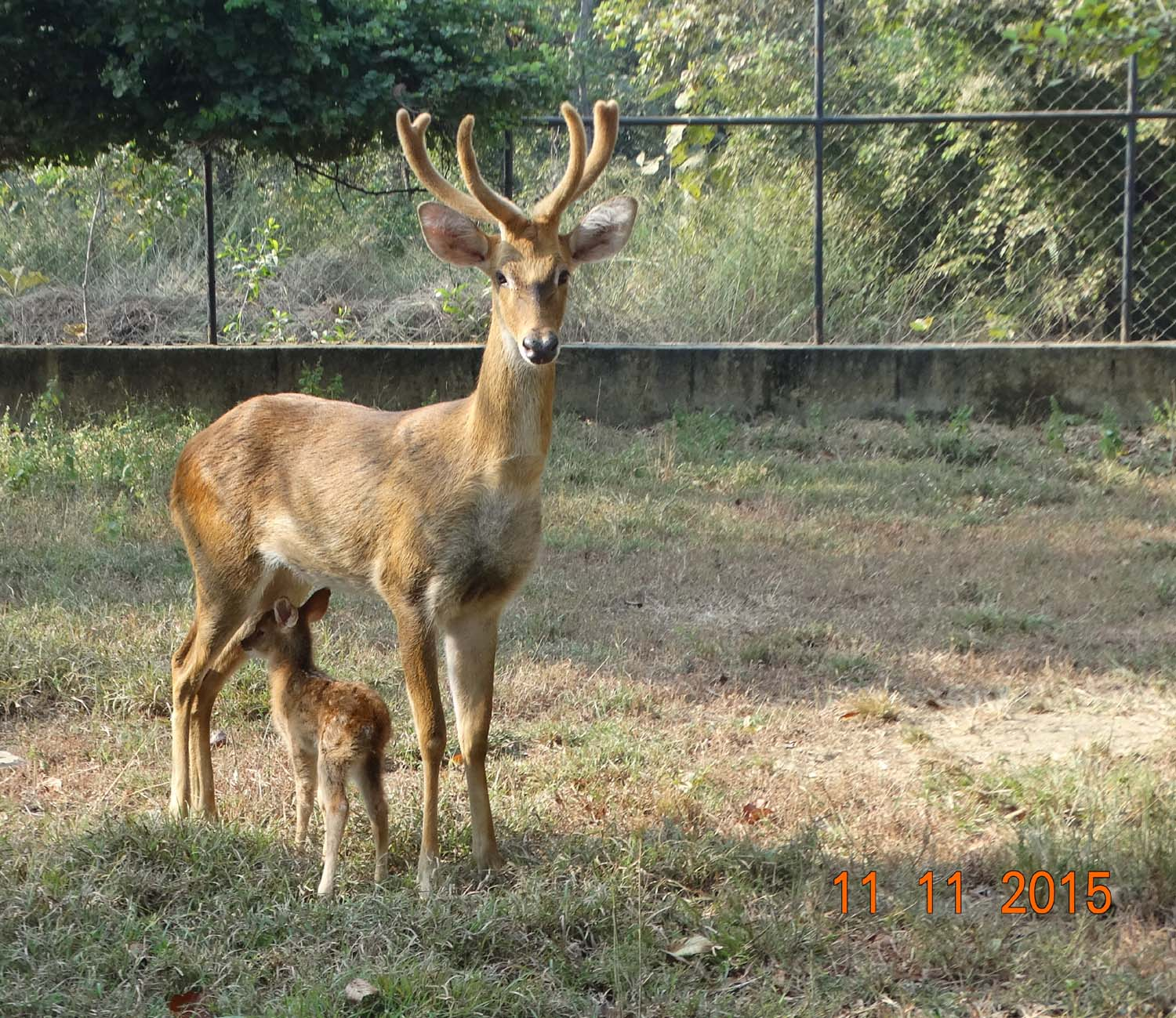
Männlicher Manipur-Leierhirsch mit einem Jungtier

Der Manipur-Leierhirsch ist ein mittelgroßer Hirsch mit einem unverwechselbaren Geweih von 100–110 cm Länge und extrem langen Augsprossen, die die Geweihstangen bilden. Die beiden Augsprossen bilden eine durchgehende Kurve im rechten Winkel zu den eng stehenden Stielen. Daher kommt auch der Name Leierhirsch, denn die nach vorne ragenden Geweihstangen scheinen aus den Augenbrauen zu kommen. Die Geweihstangen der gegenüberliegenden Seiten sind unsymmetrisch zueinander. Die Weidsprossen sind zunächst unverzweigt, während die Krümmung mit zunehmender Länge zunimmt und sie sich auch gabeln. Die Geschlechter sind in Bezug auf Körpergröße und Gewicht mäßig dimorph. Die Schulterhöhe eines ausgewachsenen Hirsches beträgt etwa 115–125 cm und das Gewicht 95–110 kg. Die Größe und das Gewicht der weiblichen Tiere sind kürzer und geringer als die der männlichen. Die Länge des Körpers vom Ansatz bis zum Ohr bis zum Schwanz beträgt bei beiden Geschlechtern etwa 145 bis 155 cm. Der Schwanz ist kurz und der Steißfleck ist nicht ausgeprägt.

## Systematik
Der Manipur-Leierhirsch ist die Nominatform des Leierhirsches, die 1842 vom britischen Mediziner und Zoologen John McClelland als Cervus eldii erstbeschrieben wurde. McClelland nutzte hierfür eine kurze Notiz in unmittelbarem Anschluss an einem Aufsatz von Percy Eld, in dem dieser eine neue Hirschart aus der Region um Manipur vorstellte. Nur ein Jahr nach der offiziellen Benennung führte John Edward Gray die Gattung Panolia ein, in welche er spätestens 1852 in einem Katalogwerk des British Museum auch den Manipur-Leierhirsch listete. Die Bezeichnung Panolia wurde in der Folgezeit relativ häufig genutzt, galt aber teilweise auch als Untergattung von Cervus oder Rucervus. Im Jahr 1918 wurde der Manipur-Leierhirsch von Oldfield Thomas in die Gattung Rucervus und damit in die verwandtschaftliche Nähe der Barasinghas gestellt. Allerdings sah dies Reginald Innes Pocock im Jahr 1943 anders, da er den Manipur-Leierhirsch wieder der Gattung Panolia zuwies. Dies hatte folgend nur wenig Bestand, der überwiegende Teil der Wissenschaftler gliederte die Leierhirsche im Verlauf des 20. Jahrhunderts erneut in die Gattung Rucervus ein. Anfang der 2000er Jahre erbrachten dann Analysen mitochondrialer DNA eine nähere Verwandtschaft der Leierhirsche zum Davidshirsch (Elaphurus) anstatt zu den Barasinghas. Christian Pitra und seine Mitarbeiter wiesen in ihrer Studie aus dem Jahr 2004 darauf hin, dass die Trennung dieser Linien vor etwa 3,5 Millionen Jahren erfolgte. Wahrscheinlicher ist jedoch, dass diese Abspaltung wesentlich früher stattgefunden hat. Weitere genetische Analysen bestätigten die Nahverwandtschaft zwischen den Leierhirschen und dem Davidshirsch. Basierend auf den genetischen Untersuchungen verankerten Colin Groves und Peter Grubb die Leierhirsche im Jahr 2011 im Rahmen ihres Werkes Ungulate Taxonomy erneut in der Gattung Panolia. Zusätzlich stellten sie den Leierhirsch-Komplex mit insgesamt drei Arten heraus. Einen anderen Weg schlugen Alexandre Hassanin und Kollegen ein Jahr später im Rahmen ihrer genetischen Studien vor. Um die Diskrepanz in den bestehenden Verwandtschaftsverhältnissen aufzulösen, regten sie eine Eingliederung der Leierhirsche, des Davidshirschs, des Prinz-Alfred-Hirschs und des Sambars (beide formals Rusa) in die Gattung Cervus an, was einzelne Fachleute tätigten. Ungeachtet der genetisch aufgezeigten Verwandtschaftsverhältnisse wurden die Leierhirsche im Jahr 2011 im zweiten Band des Standardwerkes Handbook of the Mammals of the World erneut als Rucervus eldii aufgeführt. Dies setzte sich auch in den Nachfolgebänden Illustrated Checklist of the Mammals of the World (2020) und All the Mammals of the World (2023) fort. Ebenso listen die IUCN Red List und die ASM Mammal Diversity Database momentan die Leierhirsche als Rucervus eldii.
Der Leierhirsch weist in seiner Schädelanatomie signifikante Unterschiede zu anderen Mitgliedern der Tribus Cervini auf. Insbesondere zeigen die hinteren Enden der Nasenbeine eine abgeflachte, keilförmige Struktur, die in die Stirnbeine übergeht. Im Gegensatz dazu sind die vorderen Abschnitte der Nasenbeine spitz zulaufend, wobei die Spitzen voneinander weg divergieren und eine V-förmige Lücke in der Mittellinie entsteht, die charakteristisch für die Gattung Cervus ist. Das Geweih des Leierhirsches ist sehr markant, die Geweihstangen und die Augsprossen bilden einen durchgehenden, fast ununterbrochenen Bogen. Traditionell ist nur die Art Panolia (früher Cervus oder Rucervus) eldii allgemein anerkannt worden. In einer Studie von 2003 zeigten Christopher Balakrishnan und seine Kollegen jedoch, dass bei der mtDNA eine tiefe Spaltung zwischen einer westlichen Klade (aus Burma und Manipur) und einer östlichen Klade (aus der indochinesischen Region und Hainan) vorliegt. Auch morphologisch gibt es erhebliche Unterschiede zwischen den beiden Taxa, ebenso wie zwischen dem im Trockengebiet lebenden Myanmar-Leierhirsch in Myanmar und dem stark gefährdeten Manipur-Leierhirsch, der an die schwimmenden Schilfgebiete (Phumdi) des Logtak-Sees in Manipur gebunden ist. 2006 schlug Colin Groves vor, die Leierhirsche erneut zu untersuchen, um festzustellen, ob sie in zwei oder sogar drei verschiedene Arten neu klassifiziert werden sollten. Die Schädel der Leierhirsche sind zwar generell variabel in ihren Merkmalen, jener von Panolia eldii thamin ist aber tendenziell etwas schmaler als die der anderen beiden Taxa. Panolia eldii siamensis ist im Durchschnitt deutlich kleiner als die beiden anderen Vertreter der Leierhirsche.

## Verbreitung und Lebensraum
Der Manipur-Leierhirsch kommt in seinem natürlichen Lebensraum nur im Keibul-Lamjao-Nationalpark in einem Überschwemmungsgebiet vor, das lokal Phumdi genannt wird. Es liegt im südöstlichen Teil des Loktak-Sees zwischen 24°27' N und 24°31' N geografischer Breite und 93°53' O und 93°55' O geografischer Länge. Der Nationalpark erstreckt sich über eine Fläche von 40 km², und das Verbreitungsgebiet der Hirsche im Park beschränkt sich auf 15 bis 20 km².
Der Phumdi ist der bedeutendste und einzigartigste Teil des Lebensraums. Es handelt sich um eine schwimmende Vegetationsmasse, die durch die Anhäufung von organischen Abfällen und Biomasse mit Erde entsteht. Seine Dichte schwankt zwischen wenigen Zentimetern und zwei Metern. Der Humus des Phumdi ist von schwarzer Farbe und sehr schwammig mit einer großen Anzahl von Poren. Er schwimmt zu 4/5 unter Wasser.

## Lebensweise
Der Manipur-Leierhirsch ernährt sich von einer Vielzahl von Wasserpflanzen, Gräsern, krautigen Pflanzen und Sprossen. Zu den bevorzugten Nahrungspflanzen des Manipur-Leierhirsches gehören Zizania latifolia, Tripidium bengalense, Erianthus procerus und Erianthus ravennae. Sein Äsungsverhalten kann an neuen Trieben auf frisch gemähten Brandschneisen verfolgt werden. Der Manipur-Leierhirsch ist zu verschiedenen Tageszeiten aktiv. Die Äsung beginnt in der Regel frühmorgens um 4:30 Uhr und dauert bis etwa 8:00 Uhr; dieser Zeitraum kann jedoch bei bewölkten Bedingungen bis 10:00 Uhr ausgeweitet werden. Am Nachmittag setzt die Aktivität um 15:00 Uhr ein und hält bis 18:00 Uhr an. Nach der Nahrungsaufnahme ruhen die Tiere, wobei sie tagsüber Schutz unter dichtem Schilf und hohen Gräsern suchen. In der Nacht ziehen es einige vor, auf Hügeln zu rasten.
Der Manipur-Leierhirsch hat in freier Wildbahn eine maximale Lebenserwartung von etwa 10 Jahren.
Die Brunft findet in den Frühjahrsmonaten von Februar bis Mai statt. Männliche Individuen treten in Konkurrenz zueinander, um die Herrschaft über einen Harem von Weibchen zu erlangen, um mit diesen Fortpflanzungspartnerschaften einzugehen. Nach einer Tragzeit von 220 bis 240 Tagen wird in der Regel ein einzelnes Kalb geboren. Bei der Geburt weisen die Jungtiere ein geflecktes Muster auf, das mit zunehmendem Alter verblasst. Die Entwöhnung der Nachkommen erfolgt etwa im Alter von 7 Monaten, während die Geschlechtsreife in der Regel nach 18 Monaten erreicht wird.

## Manipur-Leierhirsch in der Meitei-Folklore

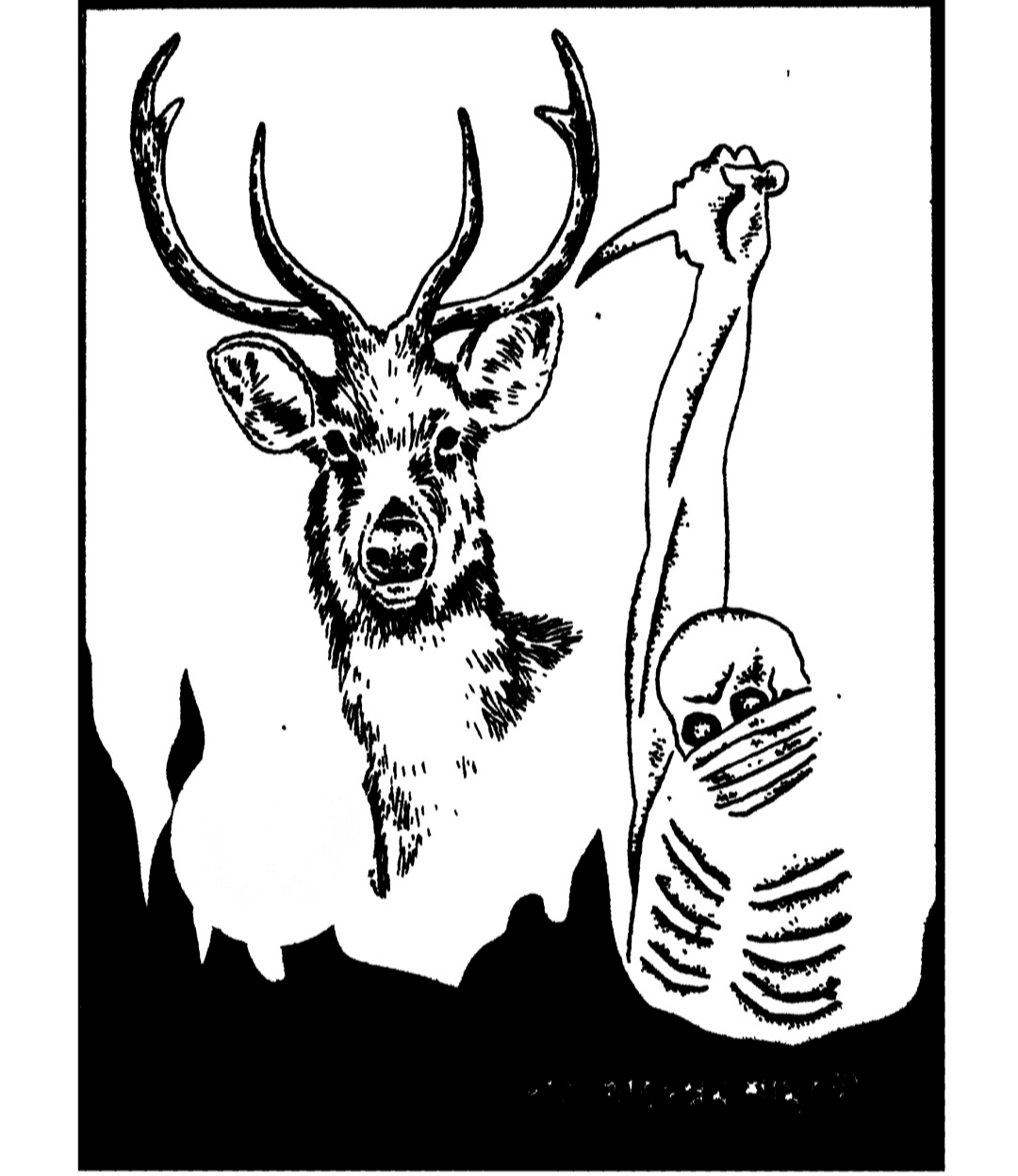
Eine populäre kulturelle Illustration der Meitei, die einen Manipur-Leierhirsch zeigt, der an die Menschheit appelliert, ihm nicht nach dem Leben zu trachten.

Der Manipur-Leierhirsch ist tief in den kulturellen Überlieferungen und Legenden der Manipuris verwurzelt. In einer weit verbreiteten Volkslegende wird der Sangai als die verbindende Seele zwischen Mensch und Natur interpretiert. Die Tötung des Sangais wird als schwerwiegender Verstoß gegen diese Beziehung angesehen, während die Achtung und Wertschätzung des Tieres als Ausdruck des Respekts gegenüber der Natur gilt. Somit dient der Sangai als Medium, durch das Menschen ihre Verbundenheit zur natürlichen Umwelt manifestieren können. In der Gesellschaft ist der Sangai eine große Quelle des Stolzes für die Menschen in Manipur.
Der Begriff „Sangai“ leitet sich von den Wörtern „sa“ (Tier) und „ngai“ (in Erwartung) ab. Diese Bezeichnung könnte durch die charakteristische Körperhaltung und das Verhalten der Tiere während der Fortbewegung inspiriert worden sein. Insbesondere die Männchen verweilen gelegentlich in ihrem Fluchtverhalten und werfen rückblickende Blicke, was den Anschein erweckt, dass sie auf einen Verfolger warten.
In der Meitei-Folklore, die sich auf die Kultur des Manipuri-Volkes bezieht, wird die Geschichte des Helden Kadeng Thangjahanba erzählt. Er erlegte während einer Jagd einen trächtigen Sangai in Torbung Lamjao, den er als Geschenk für seine Geliebte, Tonu Laijinglembi, vorgesehen hatte. Bei seiner Rückkehr stellte sich jedoch heraus, dass seine Geliebte mit dem König von Moirang verheiratet war. In seiner Trauer ließ der Held den Hirsch in der Wildnis von Keibul Lamjao freilassen. Fortan wurde dieser Ort als die Heimat der Sangai betrachtet.
In einer anderen Erzählung der Meitei-Folklore aus Manipur verwandelt sich ein Prinz namens Pudangkoi, der dem Luwang-Klan angehört, durch die Gnade einer Gottheit in einen Hirsch, der später als Sangai bekannt wird. Zudem existieren Hinweise darauf, dass der Kopf des Sangai mit einer Geweihkrone geschmückt ist, die auf einem königlichen Boot namens Hiyang Hiren platziert ist.
Der Sangai stellt ein bedeutendes Symbol für den indischen Bundesstaat Manipur dar. Neben kulturellen Aspekten wie Polo, traditionellem Manipuri-Tanz und der Filmindustrie ist dieser Hirsch ein bedeutendes Identitätsmerkmal der Region.
Seit 2010 findet das Manipur Sangai Festival statt.

## Gefährdung und Schutz
Bis 1950 galt der Sangai als nahezu ausgestorben. Im Jahr 1951 wurde der Sangai jedoch in seinem natürlichen Lebensraum wiederentdeckt. Nach der Verabschiedung des Wild Life (Protection) Act, 1972 führte der Naturschützer M. K. Ranjitsinh, der an der Ausarbeitung des Gesetzes beteiligt war, 1975 eine Erhebung aus der Luft über den Sangai durch, wo er 14 Hirsche nachweisen konnte. Seitdem haben die Regierung und die Forstbehörden des Bundesstaates strenge Schutzmaßnahmen für diese seltenen und bedrohten Hirsche ergriffen. Dazu zählte die Ausweisung des Gebiets am Loktak-See als Keibul-Lamjao-Nationalpark im Jahr 1977. Zwischen 2006 und 2008 wurde das Vorkommen des Manipur-Leierhirsches in einem Areal von 21,5 bis 22,7 km² innerhalb des Keibul Lamjao Nationalparks untersucht. Die Analyse ergab eine höhere Dungdichte in einem Teilgebiet von über 9,0 ± 0,18 km². Für das Populationsmonitoring kam die Punktzählmethode zum Einsatz, die in den Jahren 2006, 2007 und 2008 geschätzte Dichten von 4,04, 4,08 sowie 4,05 Individuen pro km² ermittelte. Dabei variierte die Dichte zwischen einem Minimum von 2,97 und einem Maximum von 6,01 Individuen pro km² bei einem Konfidenzniveau von 95 %. Die geschätzte mittlere Populationsgröße belief sich auf 91, 88 und 92 Individuen in den jeweiligen Jahren, mit einer Spannbreite von 60 bis 136 Exemplaren bei demselben Konfidenzniveau. Die Zahl der Manipur-Leierhirsche ist von 204 im Jahr 2013 auf 260 gestiegen, wie die jüngste Zählung ergab, die im März 2016 gemeinsam vom Wildlife Wing, der Forstbehörde, der Landesregierung, der Universität Manipur und dem Wildlife Institute of India durchgeführt wurde.
Die Population des Manipur-Leierhirsches ist durch eine Kombination aus Jagd und Lebensraumverlust zurückgegangen. Selbst im Keibul-Lamjao-Nationalpark kam es zu Eingriffen in die Lebensräume der Hirsche, um Weideflächen und landwirtschaftliche genutzte Flächen zu schaffen sowie Fischzucht zu betreiben. Aktuellen Berichten zufolge scheinen diese Eingriffe jedoch unter Kontrolle zu sein. Diese Population ist nun am stärksten durch den künstlichen Stausee der National Hydroelectric Power Corporation Loktak bedroht, das den Wasserstand in der Trockenzeit unnatürlich hoch hält und die Wasserströmungsmuster und die Wasserqualität im See verändert hat Dies wiederum scheint die Ökologie des schwimmenden Sumpfes im Keibul Lamjao Nationalpark zu beeinträchtigen. Auch Überschwemmungen könnten erhebliche Auswirkungen auf die Population haben, da diese nicht in höhere geografische Lagen ausweichen kann.